# Mount Wilbye
Mount Wilbye är ett berg i Antarktis. Det ligger i Västantarktis. Argentina, Chile och Storbritannien gör anspråk på området. Toppen på Mount Wilbye är 2 050 meter över havet.
Terrängen runt Mount Wilbye är varierad. Havet är nära Wilbye åt nordväst. Trakten är obefolkad. Det finns inga samhällen i närheten. 